# Либерално-демократска партија
Либерално-демократска партија (скраћено ЛДП) је политичка странка у Србији. Води је Чедомир Јовановић. Либерална је странка, као и једна од ретких која се залаже за чланство Србије у НАТО и независност Косова.

## Историја
ЛДП су основали 5. новембра 2005. бивши чланови Демократске странке, на челу са Чедомиром Јовановићем, који су избачени у партијској чистки 2004. Јовановић је постао критичан према новом правцу Демократске странке и њеном новоизабраном председнику, Борису Тадићу. ЛДП је добила први мандат у Народној скупштини након што је Ђорђе Ђукић пребегао из Демократске странке. Чланови оснивачког одбора били су: Ненад Прокић, Никола Самарџић, Бранислав Лечић и Ђорђе Ђукић. Године 2007. Грађански савез Србије се утопио у ЛДП. Странка има дугогодишњу сарадњу са Социјалдемократском унијом и Лигом социјалдемократа Војводине.
Активност ЛДП је смањена након избора за одборнике Скупштине града Београда 2018, углавном због обима дуга. Од новембра 2023. ЛДП дугује 201.323.626 динара, односно око 2 милиона евра.

## Идеологија
ЛДП је либерална странка, која подржава секуларизам и мултикултурализам. Такође је описана као прогресивна и друштвено-либерална. ЛДП је једна од ретких политичких странака у Србији која активно подржава чланство Србије у НАТО и независност Косова. ЛДП такође снажно подржава права ЛГБТ+ особа у Србији. По питању привреде, залаже се за класични либерализам, тржишну привреду и подржава приватизацију, као и социјалну сигурност. Поред тога, економска уверења ЛДП су описана као неолиберална, либертаријанска и конзервативно-либерална.
На политичком спектру, ЛДП је позиционирана на центру, иако је њена социјална политика позиционирана на левици, док је економски оријентисана ка десници.
У Парламентарној скупштини Савета Европе ЛДП је била повезана са Алијансом либерала и демократа за Европу.

## Списак председника
| #  | Председник        | Председник | Рођење—смрт | Почетак мандата   | Завршетак мандата |
| -- | ----------------- | ---------- | ----------- | ----------------- | ----------------- |
| 1. | Чедомир Јовановић |            | 1971—       | 5. новембар 2005. | данас             |

## Резултати на изборима

### Парламентарни избори
| Година | Вођа              | Гласови          | % од важећих     | Мандати  | Промена | Коалиција           | Статус           |
| ------ | ----------------- | ---------------- | ---------------- | -------- | ------- | ------------------- | ---------------- |
| 2007.  | Чедомир Јовановић | 214.262          | 5,31%            | 6 / 250  | 6       | уз ГСС—СДУ—ЛСВ—ДХСС | опозиција        |
| 2008.  | Чедомир Јовановић | 216.902          | 5,24%            | 11 / 250 | 5       | уз ДХСС—СДУ         | опозиција        |
| 2012.  | Чедомир Јовановић | 255.546          | 6,53%            | 13 / 250 | 2       | Преокрет!           | опозиција        |
| 2014.  | Чедомир Јовановић | 120.879          | 3,36%            | 0 / 250  | 13      | уз СДУ—БДЗС         | ванпарламентарна |
| 2016.  | Чедомир Јовановић | 189.564          | 5,02%            | 4 / 250  | 4       | уз СДУ—ЛСВ          | опозиција        |
| 2020.  | Чедомир Јовановић | 10.158           | 0,32%            | 0 / 250  | 4       | Коалиција за мир    | ванпарламентарна |
| 2022.  | Чедомир Јовановић | није учествовала | није учествовала | 0 / 250  | 0       | —                   | ванпарламентарна |

### Председнички избори
| Година | Бр. | Кандидат          | 1. круг — гласови | % од важећих | 2. круг — гласови | % од важећих |
| ------ | --- | ----------------- | ----------------- | ------------ | ----------------- | ------------ |
| 2008.  | 5.  | Чедомир Јовановић | 219.689           | 5,34%        | —                 | —            |
| 2012.  | 6.  | Чедомир Јовановић | 196.668           | 5,03%        | —                 | —            |